# Женска фудбалска репрезентација Камеруна
Женска фудбалска репрезентација Камеруна (фр. Équipe du Cameroun féminine de football) је национални фудбалски тим који представља Камерун на међународним такмичењима и под контролом је Фудбалског савеза Камеруна (FCF) (фр. Fédération Camerounaise de Football), владајућег тела за фудбал у Камеруну.

## Историја
Још седамдесетих година прошлог века, Камерун је био једна од ретких земаља у којима је жена играла за мушки тим у највишој лиги. Емилиен Мбанго је била стартер камерунског клуба Леопард из Дуале између 1970–1973, где је формирала сензационални ударни дуо са талентованим тинејџером по имену Роџер Мила.
Упркос овом успеху са Мбанго, тек касних 1980-их је формирана репрезентација са Регине Мвоуе која је била капитен екипе за прво финале на Афричком купу нација 1991. године. Требало је времена, али је женски фудбал почео да цвета када се Камерун квалификовао за Олимпијске игре 2012. „Нукротиве лавице” су такође поздрављене због тога што су завршиле на другом месту на Афричком купу нација 2014, квалификовале су се за своје прво Светско првенство за жене које се одржавало у Канади 2015. године и на крају су напустиле такмичење у 16 финала након пораза од Кине са 1 : 0.
У 2016, Камерун је био домаћин првог женског афричког купа нација у земљи уз велику помпу. Турнир је одржан у Јаундеу и Лимбеу и имао је рекордну публику на стадионима. Домаћини су у финалу изгубили од Нигерије са 1 : 0. Међутим, успех репрезентације тек треба да утиче на националну сцену са недовољно финансираним домаћим првенством које се одржава у течким условима.

## Такмичарски рекорд

### Светско првенство за жене
| Светско првенство у фудбалу за жене − резултати | Светско првенство у фудбалу за жене − резултати | Светско првенство у фудбалу за жене − резултати | Светско првенство у фудбалу за жене − резултати | Светско првенство у фудбалу за жене − резултати | Светско првенство у фудбалу за жене − резултати | Светско првенство у фудбалу за жене − резултати | Светско првенство у фудбалу за жене − резултати | Светско првенство у фудбалу за жене − резултати |
| Година                                          | Резултат                                        | Позиција                                        | Ута                                             | Поб                                             | Нер                                             | Изг                                             | ГД                                              | ГП                                              |
| ----------------------------------------------- | ----------------------------------------------- | ----------------------------------------------- | ----------------------------------------------- | ----------------------------------------------- | ----------------------------------------------- | ----------------------------------------------- | ----------------------------------------------- | ----------------------------------------------- |
| 1991                                            | Нису се квалификовале                           | Нису се квалификовале                           | Нису се квалификовале                           | Нису се квалификовале                           | Нису се квалификовале                           | Нису се квалификовале                           | Нису се квалификовале                           | Нису се квалификовале                           |
| 1995                                            | Одустале у квалификацијама                      | Одустале у квалификацијама                      | Одустале у квалификацијама                      | Одустале у квалификацијама                      | Одустале у квалификацијама                      | Одустале у квалификацијама                      | Одустале у квалификацијама                      | Одустале у квалификацијама                      |
| 1999                                            | Нису се квалификовале                           | Нису се квалификовале                           | Нису се квалификовале                           | Нису се квалификовале                           | Нису се квалификовале                           | Нису се квалификовале                           | Нису се квалификовале                           | Нису се квалификовале                           |
| 2003                                            | Нису се квалификовале                           | Нису се квалификовале                           | Нису се квалификовале                           | Нису се квалификовале                           | Нису се квалификовале                           | Нису се квалификовале                           | Нису се квалификовале                           | Нису се квалификовале                           |
| 2007                                            | Нису се квалификовале                           | Нису се квалификовале                           | Нису се квалификовале                           | Нису се квалификовале                           | Нису се квалификовале                           | Нису се квалификовале                           | Нису се квалификовале                           | Нису се квалификовале                           |
| 2011                                            | Нису се квалификовале                           | Нису се квалификовале                           | Нису се квалификовале                           | Нису се квалификовале                           | Нису се квалификовале                           | Нису се квалификовале                           | Нису се квалификовале                           | Нису се квалификовале                           |
| 2015                                            | Осмина финала                                   | 11.                                             | 4                                               | 2                                               | 0                                               | 2                                               | 9                                               | 4                                               |
| 2019                                            | Осмина финала                                   | 15.                                             | 4                                               | 1                                               | 0                                               | 3                                               | 3                                               | 8                                               |
| 2023                                            | У току                                          | У току                                          | У току                                          | У току                                          | У току                                          | У току                                          | У току                                          | У току                                          |
| Укупно                                          | 2/9                                             | -                                               | 8                                               | 3                                               | 0                                               | 5                                               | 12                                              | 12                                              |

| Светско првенство у фудбалу за жене − резултати | Светско првенство у фудбалу за жене − резултати | Светско првенство у фудбалу за жене − резултати | Светско првенство у фудбалу за жене − резултати | Светско првенство у фудбалу за жене − резултати | Светско првенство у фудбалу за жене − резултати |
| Година                                          | Коло                                            | Датум                                           | Противник                                       | Резултат                                        | Стадион                                         |
| ----------------------------------------------- | ----------------------------------------------- | ----------------------------------------------- | ----------------------------------------------- | ----------------------------------------------- | ----------------------------------------------- |
| 2015                                            | Групна фаза                                     | 8. јун                                          | Еквадор                                         | П 6 : 0                                         | БК плејс, Ванкувер                              |
| 2015                                            | Групна фаза                                     | 12. јун                                         | Јапан                                           | И 1 : 2                                         | БК плејс, Ванкувер                              |
| 2015                                            | Групна фаза                                     | 16. јун                                         | Швајцарска                                      | П 2 : 1                                         | Стадион Комонвелт, Едмонтон                     |
| 2015                                            | Осмина финала                                   | 20. јун                                         | Кина                                            | И 0 : 1                                         | Олимпијски стадион, Монтреал                    |
| 2019                                            | Групна фаза                                     | 10. јун                                         | Канада                                          | И 0 : 1                                         | Стадион Мосон, Монпеље                          |
| 2019                                            | Групна фаза                                     | 15. јун                                         | Холандија                                       | И 1 : 3                                         | Стадион Хаинаут, Валансјен                      |
| 2019                                            | Групна фаза                                     | 20. јун                                         | Нови Зеланд                                     | П 2 : 1                                         | Стадион Мосон, Монпеље                          |
| 2019                                            | Осмина финала                                   | 23. јун                                         | Енглеска                                        | И 0 : 3                                         | Стадион Хаинаут, Валансјен                      |

*Жребови укључују утакмице где је одлука пала извођењем једанаестераца.

### Олимпијске игре
Камерун се први пут квалификовао за Олимпијске игре 2012. године.
| Олимпијске игре − резултати | Олимпијске игре − резултати | Олимпијске игре − резултати | Олимпијске игре − резултати | Олимпијске игре − резултати | Олимпијске игре − резултати | Олимпијске игре − резултати | Олимпијске игре − резултати |                            |
| Година                      | Коло                        | Ута                         | Поб                         | Нер                         | Изг                         | ГЗ                          | ГП                          |                            |
| --------------------------- | --------------------------- | --------------------------- | --------------------------- | --------------------------- | --------------------------- | --------------------------- | --------------------------- | -------------------------- |
| 1996                        | Одустале у квалификацијама  | Одустале у квалификацијама  | Одустале у квалификацијама  | Одустале у квалификацијама  | Одустале у квалификацијама  | Одустале у квалификацијама  | Одустале у квалификацијама  | Одустале у квалификацијама |
| 2000                        | Нису се квалификовале       | Нису се квалификовале       | Нису се квалификовале       | Нису се квалификовале       | Нису се квалификовале       | Нису се квалификовале       | Нису се квалификовале       | Нису се квалификовале      |
| 2004                        | Нису се квалификовале       | Нису се квалификовале       | Нису се квалификовале       | Нису се квалификовале       | Нису се квалификовале       | Нису се квалификовале       | Нису се квалификовале       | Нису се квалификовале      |
| 2008                        | Нису се квалификовале       | Нису се квалификовале       | Нису се квалификовале       | Нису се квалификовале       | Нису се квалификовале       | Нису се квалификовале       | Нису се квалификовале       | Нису се квалификовале      |
| 2012                        | Групна фаза                 | 3                           | 0                           | 0                           | 3                           | 1                           | 11                          |                            |
| 2016                        | Нису се квалификовале       | Нису се квалификовале       | Нису се квалификовале       | Нису се квалификовале       | Нису се квалификовале       | Нису се квалификовале       | Нису се квалификовале       | Нису се квалификовале      |
| 2020                        | Нису се квалификовале       | Нису се квалификовале       | Нису се квалификовале       | Нису се квалификовале       | Нису се квалификовале       | Нису се квалификовале       | Нису се квалификовале       | Нису се квалификовале      |
| Укупно                      | 1/7                         | 3                           | 0                           | 0                           | 3                           | 1                           | 11                          |                            |

### Афрички Куп нација у фудбалу за жене
| Афрички Куп нација − резултати | Афрички Куп нација − резултати | Афрички Куп нација − резултати | Афрички Куп нација − резултати | Афрички Куп нација − резултати | Афрички Куп нација − резултати | Афрички Куп нација − резултати | Афрички Куп нација − резултати |                         |
| Година                         | Коло                           | Ута                            | Поб                            | Нер                            | Изг                            | ГД                             | ГП                             |                         |
| ------------------------------ | ------------------------------ | ------------------------------ | ------------------------------ | ------------------------------ | ------------------------------ | ------------------------------ | ------------------------------ | ----------------------- |
| 1991                           | Другопласиране                 | 2                              | 0                              | 0                              | 2                              | 0                              | 6                              |                         |
| 1995                           | Одустале у четвртфиналу        | Одустале у четвртфиналу        | Одустале у четвртфиналу        | Одустале у четвртфиналу        | Одустале у четвртфиналу        | Одустале у четвртфиналу        | Одустале у четвртфиналу        | Одустале у четвртфиналу |
| 1998                           | Четврто место                  | 4                              | 2                              | 0                              | 2                              | 7                              | 13                             |                         |
| 2000                           | Другопласиране                 | 3                              | 1                              | 0                              | 2                              | 4                              | 6                              |                         |
| 2002                           | Треће место                    | 5                              | 2                              | 2                              | 1                              | 7                              | 5                              |                         |
| 2004                           | Другопласиране                 | 5                              | 1                              | 3                              | 1                              | 8                              | 10                             |                         |
| 2006                           | Четврто место                  | 5                              | 1                              | 2                              | 2                              | 6                              | 10                             |                         |
| 2008                           | Четврто место                  | 5                              | 2                              | 1                              | 2                              | 4                              | 6                              |                         |
| 2010                           | Четврто место                  | 5                              | 2                              | 1                              | 2                              | 7                              | 11                             |                         |
| 2012                           | Треће место                    | 5                              | 2                              | 1                              | 2                              | 6                              | 5                              |                         |
| 2014                           | Другопласиране                 | 5                              | 3                              | 0                              | 2                              | 5                              | 4                              |                         |
| 2016                           | Другопласиране                 | 5                              | 4                              | 0                              | 1                              | 6                              | 1                              |                         |
| 2018                           | Треће место                    | 5                              | 3                              | 2                              | 0                              | 10                             | 4                              |                         |
| 2020                           | Отказано                       | Отказано                       | Отказано                       | Отказано                       | Отказано                       | Отказано                       | Отказано                       | Отказано                |
| 2022                           | Четвртфинале                   | 4                              | 1                              | 2                              | 1                              | 3                              | 2                              |                         |
| Укупно                         | 13/14                          | 58                             | 24                             | 14                             | 20                             | 73                             | 83                             |                         |